# Shang Juncheng
Shang Juncheng, detto Jerry Shang (in cinese: 商竣程; Pechino, 2 febbraio 2005), è un tennista cinese.
In singolare ha vinto un titolo nel circuito maggiore e alcuni altri nei circuiti minori, il suo miglior ranking ATP è la 47ª posizione dell'ottobre 2024.
Tra gli juniores vanta la finale agli US Open 2021 e quello stesso anno ha raggiunto la posizione nº 1 nel ranking dell'ITF Junior Circuit.

## Biografia
Shang è figlio dell'ex calciatore Shang Yi e dell'ex giocatrice di tennistavolo Wu Na. Ha cominciato ad allenarsi all'estero a 13 anni e nel 2019 si è trasferito a Bradenton, in Florida, per allenarsi all'IMG Academy.

## Carriera

### 2019-2022: n°1 juniores, primi titoli ITF e Challenger e debutto in ATP
Nel 2019 Shang è stato il primo tennista nato nel 2005 a vincere un torneo dell'ITF Junior Circuit. Negli Slam juniores ha raggiunto i quarti di finale all'Open di Francia 2021, le semifinali a Wimbledon 2021 e la finale agli US Open 2021, persa contro lo spagnolo Daniel Rincón in due set. A settembre vince il primo torneo ITF a Fayetteville e ne vince altri due il mese seguente.
Vince il quarto titolo ITF nel febbraio 2022, dopo il quale abbandona la categoria. La settimana precedente aveva debuttato nell'ATP Tour con una wild card per il Rio Open ed era uscito al primo turno. Il mese seguente riceve una wild card per le qualificazioni del Masters 1000 di Indian Wells, dove a sorpresa batte il nº 100 ATP Francisco Cerúndolo nel primo turno, si qualifica per il tabellone principale dopo il ritiro di Mats Moraing nel secondo incontro e nel tabellone principale perde al primo turno contro Jaume Munar. Ad agosto si aggiudica il primo titolo in un torneo Challenger sul cemento di Lexington, imponendosi in finale su Emilio Gómez per 6-4, 6-4. Subito dopo disputa un'altra finale Challenger e a fine ottobre entra per la prima volta nella top 200 del ranking.

### 2023: primi successi nei match ATP e secondo turno agli Australian Open
Nel 2023 agli Australian Open gioca per la prima volta le qualificazioni di un torneo del Grande Slam e le supera con i successi su Fábián Marozsán, Fernando Verdasco e Zsombor Piros. Al primo turno vince il suo primo match nel tabellone principale di un torneo del circuito maggiore superando in quattro set Oscar Otte e  diventa il primo cinese a passare un turno dello Slam australiano nell'era Open. Al secondo turno viene sconfitto dal top-20 Frances Tiafoe. Nell'arco della stagione alterna gli impegni nel circuito maggiore con quelli nel circuito Challenger, nel quale non va mai oltre la semifinale. A maggio si qualifica per la prima volta anche all'Open di Francia battendo Pablo Cuevas, Fabian Marozsan e Renzo Olivo e cede in cinque set a Juan Pablo Varillas al primo turno. Torna a vincere un match ATP all'Atlanta Open con il successo sul nº 41 del mondo Ben Shelton. Al successivo Washington Open ne vince due, eliminando di nuovo Shelton, che resterà il suo ultimo grande risultato del 2023; a fine torneo porta il miglior ranking alla 149ª posizione e chiude l'anno alla 183ª.

### 2024: primo titolo ATP e 47º nel ranking
All'esordio stagionale raggiunge la sua prima semifinale ATP all'Hong Kong Open, sconfigge prima due top 50, nei quarti il nº 16 ATP Frances Tiafoe e cede al nº 5 Andrej Rublëv dopo aver vinto il primo set. Entra all'Australian Open 2024 con una wild card e sconfigge Mackenzie McDonald e Sumit Nagal prima di arrendersi all'inizio del terzo set contro Carlos Alcaraz. Continua a giocare soprattutto nel circuito ATP, vince il suo primo incontro in un Masters 1000 all'Indian Wells Open superando il nº 33 del mondo Jordan Thompson ed esce al secondo turno. Si ripete al Miami Open, eliminando Miomir Kecmanović, e uscirà al secondo turno anche al Madrid Open e agli Internazionali d'Italia. La semifinale raggiunta al successivo Challenger 175 di Bordeaux lo proietta per la prima volta nella top 100, in 89ª posizione. All'Eastbourne International elimina il nº 31 ATP Tomás Martín Etcheverry ed esce di scena nei quarti per mano di Taylor Fritz. Vince il suo primo incontro in carriera nel tabellone di Wimbledon e al secondo turno viene sconfitto dal top 10 Grigor Dimitrov dopo aver vinto i primi due set.
Continua l'ascesa in classifica nella tournèe americana; all'Atlanta Open sconfigge nuovamente Shelton, nº 14 del mondo, e perde in semifinale contro Jordan Thompson al terzo set. A Winston Salem vince i primi due incontri, dà forfait prima di giocare il terzo turno a sale alla 72ª posizione mondiale. Al suo esordio assoluto nel tabellone principale degli US Open supera in rimonta al quinto set la testa di serie nº 27 Aleksandr Bublik; esce di scena al terzo turno per mano del top 10 Casper Ruud dopo aver vinto i primi due set.
Vince il suo primo titolo del circuito maggiore a soli diciannove anni sul cemento casalingo del Chengdu Open, superando nei quarti di finale la testa di serie nº 2 Aleksandr Bublik e in finale la testa di nº 1 Lorenzo Musetti con il punteggio di 7-6(4), 6-1. Con questa vittoria diventa il secondo tennista uomo cinese di sempre a conquistare un titolo ATP in singolare dopo Wu Yibing e migliora il ranking salendo alla 51ª posizione. Si porta alla 47ª dopo il secondo turno raggiunto allo Shanghai Masters. 
Tornando in Europa si procura solo tre sconfitte consecutive al primo turno di un Main draw di Basilea, Parigi Bercy e Belgrado. 
Si riesce comunque a qualificare per le Next Gen Atp Finals in cui però non va oltre la fase a girone accumulando anche a Jeddah tre sconfitte consecutive contro Luca Van Assche, Nishesh Basavareddy e Alex Michelsen. 

### 2025
A Hong Kong riesce a eguagliare il risultato dell'anno precedente arrivando in semifinale dove si ritira durante l'incontro contro Kei Nishikori, è costretto al ritiro anche durante l'incontro successivo contro Alejandro Davidovich Fokina al primo turno dell' Australian open.
Comincia così un lungo periodo di stop a causa di un infortunio al piede destro. A marzo rassicura i fan sulla buona riuscita dell'intervento. 
Ritorna sui campi solo a luglio in occasione del Canadian Open che si tiene a Toronto dove perde al primo turno contro l'australiano Duckworth. 

## Statistiche

### Singolare

#### Vittorie (1)
| Legenda              |
| Grande Slam (0)      |
| ATP Finals (0)       |
| ATP Masters 1000 (0) |
| ATP Tour 500 (0)     |
| ATP Tour 250 (1)     |

| N. | Data              | Torneo                | Superficie | Avversario in finale | Punteggio   |
| 1. | 24 settembre 2024 | Chengdu Open, Chengdu | Cemento    | Lorenzo Musetti      | 7–6(4), 6–1 |

### Tornei minori

#### Singolare

##### Vittorie (5)
| Legenda tornei minori     |
| Challenger (1)            |
| ITF World Tennis Tour (4) |

| N. | Data              | Torneo                          | Superficie  | Avversario in finale   | Punteggio      |
| 1. | 26 settembre 2021 | M15 Fayetteville, Fayetteville  | Cemento     | Mark Whitehouse        | 6–3, 6–0       |
| 2. | 17 ottobre 2021   | M15 Naples, Naples              | Terra rossa | Duarte Vale            | 6–3, 7–6(3)    |
| 3. | 24 ottobre 2022   | M15 Vero Beach, Vero Beach      | Terra rossa | Ricardo Rodríguez-Pace | 7–6(6), 6–4    |
| 4. | 20 febbraio 2022  | M15 Naples, Naples              | Terra rossa | Felix Corwin           | 7–6(4), 7–6(1) |
| 5. | 7 agosto 2022     | Lexington Challenger, Lexington | Cemento     | Emilio Gómez           | 6–4, 6–4       |

##### Sconfitte (1)
| Legenda tornei minori    |
| Challenger (1)           |
| ITF World Tennis Tour () |

| N. | Data           | Torneo                         | Superficie | Avversario in finale | Punteggio   |
| 1. | 28 agosto 2022 | Championnats de Granby, Granby | Cemento    | Gabriel Diallo       | 7–5, 7–6(5) |

### Tornei juniores del Grande Slam

#### Singolare

##### Sconfitte (1)
| N. | Data              | Torneo            | Superficie | Avversari in finale | Punteggio   |
| 1. | 11 settembre 2021 | US Open, New York | Cemento    | Daniel Rincón       | 2–6, 6(6)–7 |